# Егор Булычов и другие (фильм, 1971)
«Егор Булычов и другие» — художественный фильм, драма. Экранизация одноимённой пьесы М. Горького. Дебют Сергея Соловьева (тогда выпускника ВГИК) в полнометражном кино.

## Сюжет
Действие фильма происходит в 1917 году перед февральскими событиями в городе Костроме. Егор Булычов, богатый русский промышленник, тяжело заболел. Предчувствуя свою смерть и грядущие большие перемены в обществе, Булычов оглядывается на свою жизнь и сожалеет, что прожил её неправильно, не на той улице. Из последних сил Булычов спорит с чуждыми по духу людьми, которые его окружают — проворовавшимся управляющим Башкиным, духовным наставником попом Павлином. Между тем жизнь продолжается — семья и близкие умирающего постепенно начинают делить наследство, а дочь Булычова готовится к помолвке…

## В ролях
- Михаил Ульянов — Егор Булычов
- Майя Булгакова — Ксения, жена Булычова
- Зинаида Славина — Варвара, старшая дочь от Ксении
- Екатерина Васильева — Александра, младшая, побочная дочь
- Анатолий Ромашин — Андрей Звонцов, муж Варвары
- Римма Маркова — игуменья Меланья, сестра жены
- Нина Русланова — Глафира, горничная
- Ефим Копелян — Василий Достигаев, компаньон
- Валентина Шарыкина — Елизавета, жена Достигаева
- Елена Соловей — Антонина, дочь Достигаева
- Георгий Бурков — Алексей, сын Достигаева
- Юрий Назаров — Яков Лаптев, крестник Булычова
- Владимир Емельянов — Мокей Петрович Башкин, управляющий
- Лев Дуров — трубач Гаврила
- Леонид Иудов — Донат
- Евгений Стеблов — Степан Тятин, двоюродный брат Звонцова
- Евгений Тетерин — доктор
- Вячеслав Тихонов — поп Павлин
- Иван Лапиков — юродивый с цепями
- Вероника Васильева — эпизод
- Ольга Прохорова — эпизод

## Съёмочная группа
- Автор сценария и режиссёр: Сергей Соловьёв
- Оператор: Леонид Калашников
- Художник: Александр Борисов
- Композитор: Исаак Шварц
- Художник по костюмам: Ганна Ганевская